# Джон Кабот

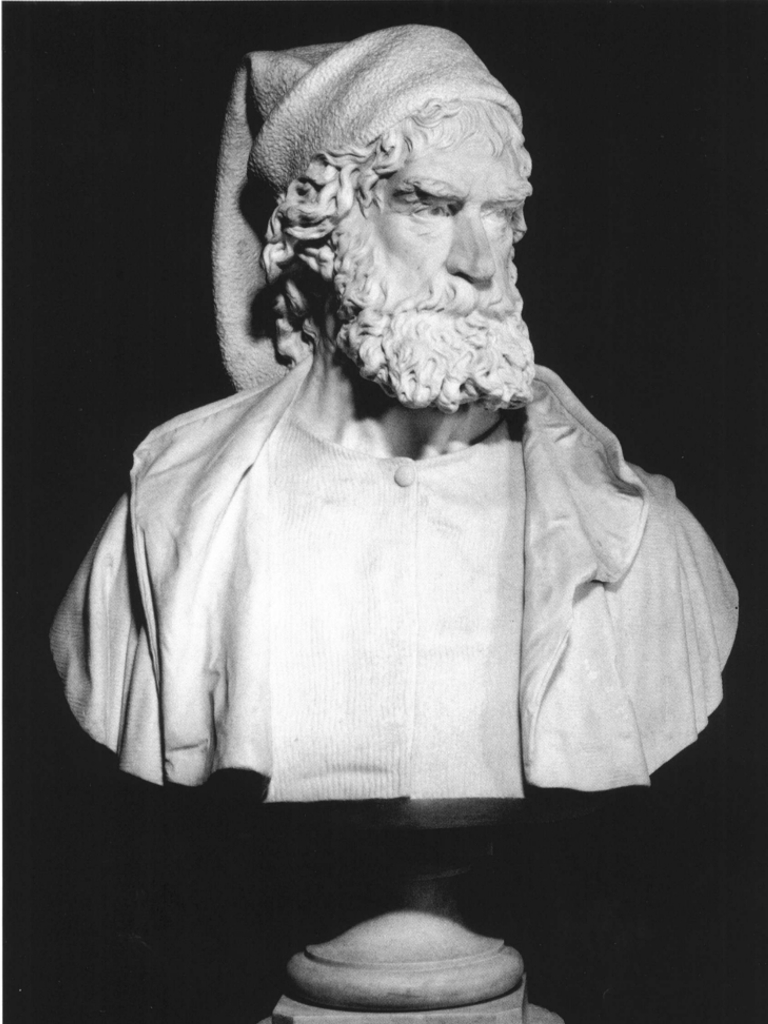
Бюст Джованні Кабото у Пантеоні Венето

Джон Ка́бот (англ. John Cabot; канадська вимова: Джон Ке́бот; з народження Джова́нні Кабо́то італ. Giovanni Caboto, близько 1450–1499) — італійський мореплавець і купець на англійській службі, вперше дослідив узбережжя Канади. Його син, Себастьян Кабот, відомий дослідженнями Південної Америки.

## Ім'я та походження
Кабот сьогодні відомий як Джованні Кабото італійською мовою, Зуан Кабото у венеційській, Жан Кабот французькою мовою та Джона Кабота англійською мовою. Це було результатом колись-істотної європейської традиції щодо натігуруючих імен у місцевих документах, щось часто дотримується самих фактичних осіб. У Венеції Кабот підписав своє ім'я як "Зуан Чаботто", Зуан є формою Іоанна, типовою для Венеції. Він продовжував використовувати цю форму в Англії, принаймні серед італійців. Його італійський банкір його в Лондоні називали «Джованні», єдиним відомим сучасним документом, який використовує цю версію свого імені.

## Подорожі до Азії
До подорожей у Новий Світ Кабото ходив на Близький Схід за індійським крабом, побував навіть у Мецці, розпитував арабських купців, звідки вони отримують прянощі. З неясних відповідей Кабото вирішив, що прянощі «родяться» в якихось країнах, далеко на північний схід від «Індії». А оскільки Кабото вважав Землю кулею, то зробив логічний висновок, що далекий для індійців північний схід — батьківщина прянощів, є близьким для італійців північним заходом.

## Перше плавання
У 1494 переїхав жити до Англії, де його почали звати на англійський зразок Джоном Ка́ботом. Бристольські купці, отримавши звістку про відкриття Колумба, спорядили експедицію і поставили на чолі її Джона Кабота. Англійський король Генріх VII письмово дозволив Каботу і його трьом синам «плавати по всіх місцях, областях і берегах Східного, Західного і Північного морів», щоб шукати, відкривати, досліджувати всілякі острови, землі, держави. 
Оскільки Кабот отримав свій королівський патент у березні 1496 року, вважається, що він здійснив свою першу подорож того літа.

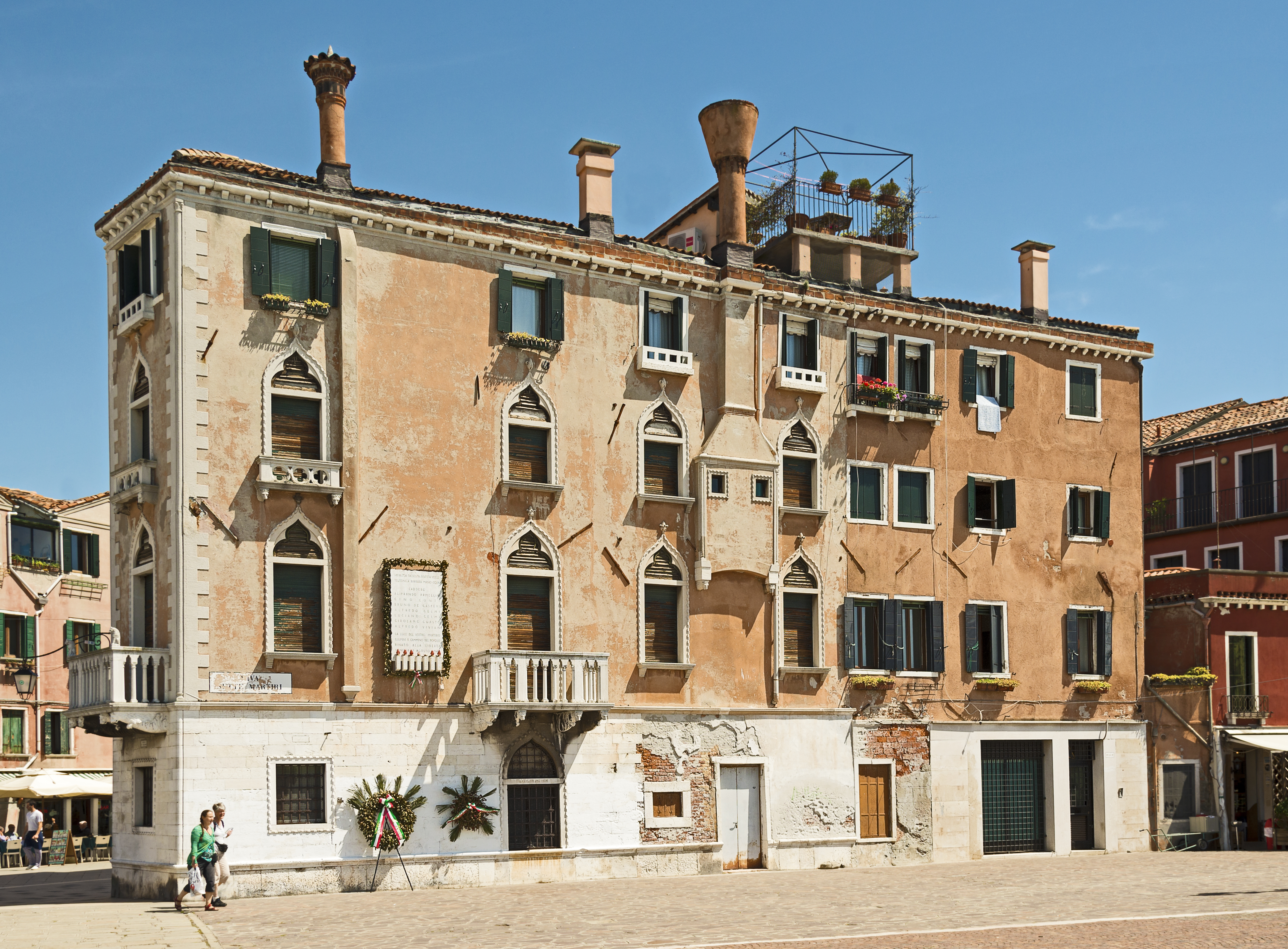
Будинок Джованні Кабото у Венеції

## Друге плавання
Обачні бристольські купці спорядили тільки один невеликий корабель «Метью» з 18 моряками. 20 травня 1497 відплив з Бристоля на захід, трохи північніше від 52° північної широти (пн. ш.) і перетнувши Атлантичний океан досяг північного краю острова Ньюфаундленд. В одній з гаваней він висадився і оголосив країну володінням англійського короля. Потім Кабот подався на південний схід, дійшовши приблизно до 46° 30' пн. ш. і 55° західної довготи. У морі він побачив великі косяки оселедців і тріски. Так була відкрита Велика Ньюфаундлендська банка (понад 300 тис. км²) — один з найбагатших у світі районів рибальства. І Кабот узяв курс на Англію. Кабот правильно оцінив свою «рибну» знахідку, оголосивши в Бристолі, що тепер англійці можуть не ходити за рибою до Ісландії, а в Англії вирішили, що Кабот відкрив «царство великого хана», як у той час називали Китай.

## Третє плавання
На початку травня 1498 року з Бристоля вийшла третя експедиція на чолі з Каботом — флотилія з 5 суден. Припускають, що Джон Кабот помер у дорозі, й командування кораблями перейшло до його сина Себастьяна Кабота. Про другу експедицію існує ще менше відомостей, ніж про першу. Поза сумнівом є лише те, що англійські судна в 1497 досягли Північно-Американського материка і пройшли уздовж його східного узбережжя далеко на південний захід. Себастьян Кабот повернув назад і подався до Англії в тому ж 1497 р.
Про великі географічні досягнення другої експедиції Кабота відомо не з англійських, а з іспанських джерел. На карті Хуана де ла Коси нанесена далеко на північ і північний схід від Еспаньйоли та Куби довга берегова лінія з річками і низка географічних назв із затокою, на якій написано: «Море, відкрите англійцями» із декількома англійськими прапорами.